# Champagné-Saint-Hilaire
Champagné-Saint-Hilaire és un municipi francès situat al departament de la Viena i a la regió de la Nova Aquitània. L'any 2007 tenia 925 habitants.

## Demografia

### Població
El 2007 la població de fet de Champagné-Saint-Hilaire era de 925 persones. Hi havia 374 famílies de les quals 102 eren unipersonals (31 homes vivint sols i 71 dones vivint soles), 138 parelles sense fills, 114 parelles amb fills i 20 famílies monoparentals amb fills.
La població ha evolucionat segons el següent gràfic:
Habitants censats

### Habitatges
El 2007 hi havia 525 habitatges, 380 eren l'habitatge principal de la família, 101 eren segones residències i 45 estaven desocupats. 505 eren cases i 16 eren apartaments. Dels 380 habitatges principals, 314 estaven ocupats pels seus propietaris, 58 estaven llogats i ocupats pels llogaters i 8 estaven cedits a títol gratuït; 4 tenien una cambra, 24 en tenien dues, 50 en tenien tres, 107 en tenien quatre i 195 en tenien cinc o més. 311 habitatges disposaven pel capbaix d'una plaça de pàrquing. A 144 habitatges hi havia un automòbil i a 187 n'hi havia dos o més.

### Piràmide de població
La piràmide de població per edats i sexe el 2009 era:
| Homes | Edats   | Dones |
| ----- | ------- | ----- |
| 0     | 95 o +  | 4     |
| 4     | 90 a 94 | 0     |
| 12    | 85 a 89 | 16    |
| 0     | 80 a 84 | 16    |
| 28    | 75 a 79 | 24    |
| 24    | 70 a 74 | 24    |
| 48    | 65 a 69 | 20    |
| 20    | 60 a 64 | 36    |
| 12    | 55 a 59 | 20    |
| 24    | 50 a 54 | 20    |
| 28    | 45 a 49 | 32    |
| 24    | 40 a 44 | 20    |
| 44    | 35 a 39 | 32    |
| 12    | 30 a 34 | 24    |
| 36    | 25 a 29 | 4     |
| 20    | 20 a 24 | 16    |
| 40    | 15 a 19 | 20    |
| 24    | 10 a 14 | 12    |
| 16    | 5 a 9   | 36    |
| 16    | 0 a 4   | 12    |

## Economia
El 2007 la població en edat de treballar era de 529 persones, 373 eren actives i 156 eren inactives. De les 373 persones actives 343 estaven ocupades (182 homes i 161 dones) i 30 estaven aturades (15 homes i 15 dones). De les 156 persones inactives 60 estaven jubilades, 41 estaven estudiant i 55 estaven classificades com a «altres inactius».

### Ingressos
El 2009 a Champagné-Saint-Hilaire hi havia 383 unitats fiscals que integraven 926,5 persones, la mediana anual d'ingressos fiscals per persona era de 14.365 €.

### Activitats econòmiques
Dels 36 establiments que hi havia el 2007, 1 era d'una empresa extractiva, 1 d'una empresa alimentària, 1 d'una empresa de fabricació d'altres productes industrials, 5 d'empreses de construcció, 9 d'empreses de comerç i reparació d'automòbils, 2 d'empreses de transport, 1 d'una empresa d'hostatgeria i restauració, 1 d'una empresa d'informació i comunicació, 1 d'una empresa immobiliària, 2 d'empreses de serveis, 9 d'entitats de l'administració pública i 3 d'empreses classificades com a «altres activitats de serveis».
Dels 9 establiments de servei als particulars que hi havia el 2009, 1 era una oficina de correu, 1 taller de reparació d'automòbils i de material agrícola, 1 paleta, 2 guixaires pintors, 1 lampisteria, 1 perruqueria, 1 restaurant i 1 agència immobiliària.
L'únic establiment comercial que hi havia el 2009 era una botiga de menys de 120 m².
L'any 2000 a Champagné-Saint-Hilaire hi havia 51 explotacions agrícoles que ocupaven un total de 2.852 hectàrees.

## Equipaments sanitaris i escolars
El 2009 hi havia 2 escoles elementals. Champagné-Saint-Hilaire disposava d'un col·legi d'educació secundària

## Poblacions més properes
El següent diagrama mostra les poblacions més properes.